# Tampines Expressway

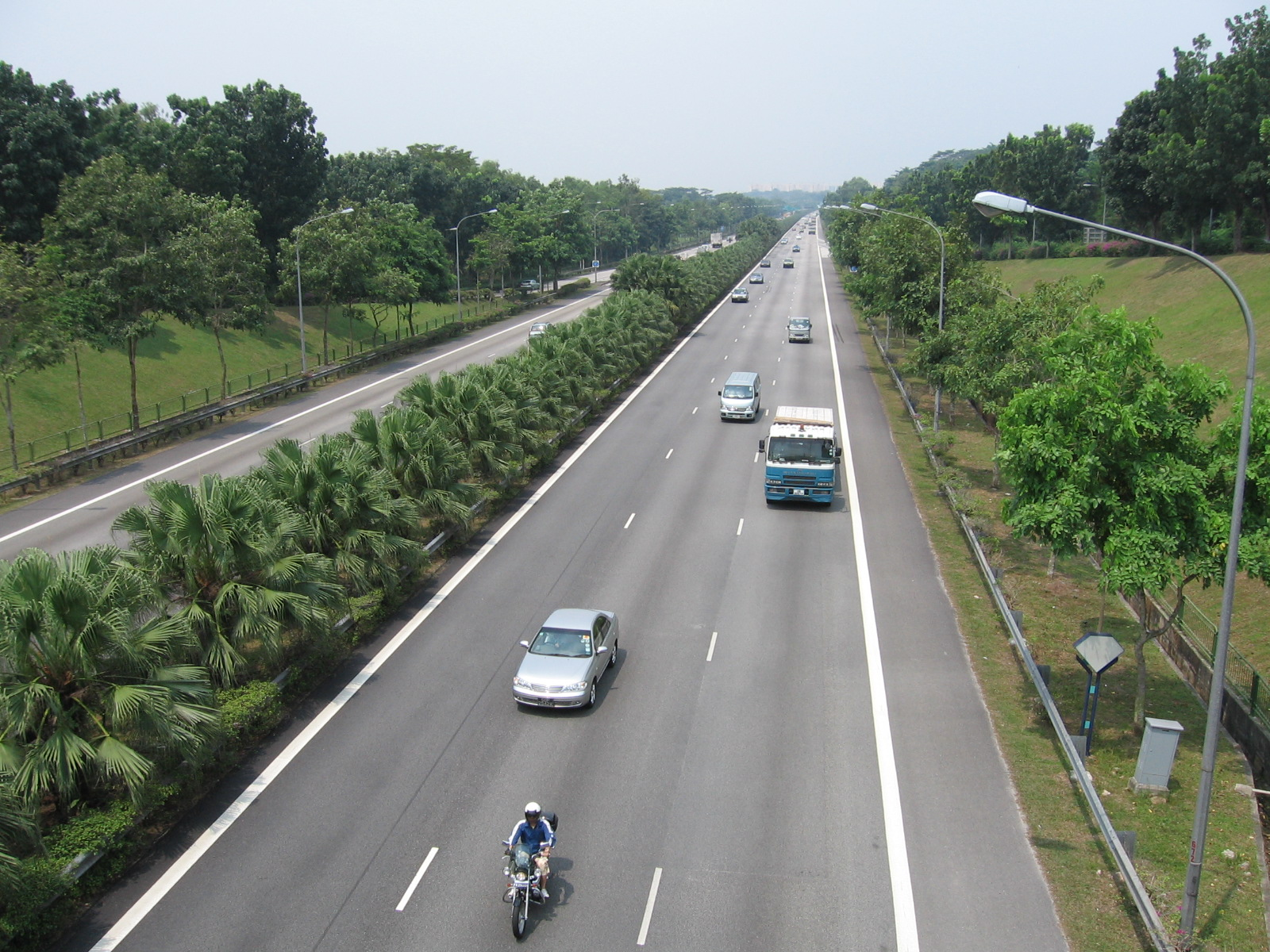

De Tampines Expressway (TPE) (Maleis: Lebuhraya Tampines , Chinees: 淡滨尼高速公路 , Tamil: தெம்பினீஸ் விரைவுச்சாலை) is een autosnelweg in Singapore. De snelweg is 14 kilometer lang en loopt door het noordoosten van Singapore. De snelweg werd geopend tussen 1989 en 1996.
Pan Island Expressway ·
Ayer Rajah Expressway ·
North-South Corridor ·
East Coast Parkway ·
Central Expressway ·
Tampines Expressway ·
Kallang-Paya Lebar Expressway ·
Seletar Expressway ·
Bukit Timah Expressway ·
Kranji Expressway ·
Marina Coastal Expressway ·